# Charles Müller (peintre)
Pour les articles homonymes, voir Charles Müller et Müller.
Charles-Louis Lucien Müller né à Paris le 22 décembre 1815 et mort dans la même ville le 9 janvier 1892 est un peintre français.

## Biographie
Élève de deux maîtres réputés de la peinture néo-classique et préromantique, Antoine-Jean Gros et Léon Cogniet, Charles Müller s'impose comme un talent polyvalent, à la fois peintre d'histoire, peintre de genre, portraitiste et décorateur. Présenté au Salon dès 1834, il y expose jusqu'à sa mort et y est récompensé à plusieurs reprises, obtenant une médaille de 3e classe au Salon de 1838, une de 2e classe à celui de 1846, et deux de 1re classe en 1848 puis et 1855.
Il bénéficie aussi d'une forte reconnaissance institutionnelle. Il est nommé inspecteur des travaux d'art à la Manufacture des Gobelins. Élu membre de l'Académie des beaux-arts en 1864, Charles Müller siège comme membre des comités d'admission pour l'Exposition universelle de 1878 à Paris. Décoré de la Légion d'honneur en 1849, il est promu au rang d'officier du même ordre en 1859.
Il est inhumé à Paris au cimetière du Père-Lachaise (56e division).

## Œuvre

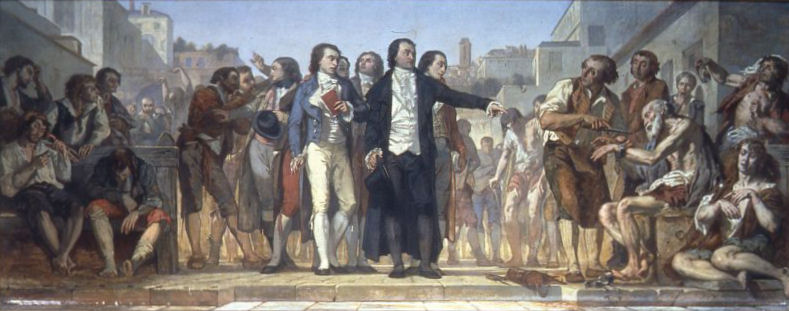
Pinel fait enlever les fers aux aliénés de Bicêtre, Paris, hall de réception de l'Académie nationale de médecine.

### Méthodes de travail
Charles Müller accorde une grande attention aux visages et aux expressions de ses personnages. Ainsi, il commence toujours par faire des études poussées (dessins ou peintures) des parties expressives du corps (visage, mains, positions) avant de se préoccuper des vêtements et du décor.
Peintre académique de qualité, il a travaillé avec l'architecte Hector Lefuel lors de la création du Nouveau-Louvre (1854-1857) pour Napoléon III. Il a notamment décoré le plafond du salon Denon, ainsi que la salle des États, dont le décor a été détruit par un incendie.

### Salon Denon
La décoration de cette salle a été réalisée de 1863 à 1866. Elle est dédiée au mécénat artistique des souverains français Saint Louis, François Ier, Louis XIV et Napoléon Ier. Une composition centrale représente Napoléon III écrivant, symbolisant la France.
Chaque règne est dépeint dans un compartiment semi-circulaire surmontant deux figures féminines représentant chacune une allégorie relative aux qualités des périodes de l'art des règnes représentés, symbolisant L'Observation, L'Étude, La Naïveté, La Fantaisie, La Pensée, L'Inspiration, Le Goût et L'Invention. 
Une vingtaine de dessins ou peintures préparatoires à la décoration du plafond de la salle Denon sont conservés au département des arts graphiques du musée du Louvre.

### Peinture
- L'Appel des dernières victimes de la Terreur dans la prison de Saint-Lazare, 9 thermidor (1794), Vizille, musée de la Révolution française ;
- Le Martyre de saint Barthélémy, 1838, Héry, église Saint-Sébastien et Saint-Louis[4] ;
- L’Entrée du Christ à Jérusalem, 1844, Riom, église Notre-Dame-du-Marthuret ;
- Lady Macbeth, 1849, Amiens , Musée de Picardie ;
- Une odalisque, vers 1850, huile sur toile, 30 × 27 cm, Londres, Wallace Collection[5] ;
- Madame Mère, 1822, (de Napoléon) vers 1860, huile sur toile, musée d'Art et d'Histoire de Dreux.

## Distinction
- : chevalier de l'ordre de Léopold le 14 décembre 1860[6].